# Auguste Staes
Auguste Staes (Dessel, 24 januari 1858 – aldaar, 7 september 1941) was een Belgisch politicus.

## Levensloop
Hij was gehuwd met Elisabeth Hoskens, met wie hij vijf kinderen had.
Hij volgde in 1908 Joannes Baptista Van Campfort op als burgemeester van Dessel, een mandaat dat hij zou uitoefenen tot 1921. Hij was een van de 17 Antwerpse burgemeester die onderwerp waren van een onderzoek naar collaboratie tijdens de Eerste Wereldoorlog. Hoewel hij strafrechtelijk was vrijgesproken door de correctionele rechtbank werd zijn dossier door procureur-generaal van Brussel Jean Servais overgemaakt aan minister van Binnenlandse Zaken Jules Renkin in het kader van een eventuele 'administratieve tuchtsanctie'. De zaak bleef evenwel zonder gevolgen, uitgezonderd een berisping. Toen hij bij de lokale verkiezingen van 24 april 1921 zijn meerderheid verloor kreeg hij evenwel een negatief advies van de arrondissementscommissaris. Hij werd opgevolgd als burgemeester door Jan Van Campfort.
Hij overleed op 7 september 1941, de uitvaartplechtigheid vond plaats in de Sint-Niklaaskerk te Dessel.